# Section.80
Section.80 er Kendrick Lamars debutalbum. Det blev udgivet den 2. juli 2011 af Top Dawg Entertainment. Albummet har flere gæsteoptrædener, fra GLC, Colin Munroe, Ashtrobot, BJ the Chicago Kid, Schoolboy Q, Ab-Soul og Alori Joh. 

## Spor
1. "Fuck Your Ethnicity"
2. "Hol' Up"
3. "A.D.H.D"
4. "No Make-Up (Her Vice)"
5. "Tammy's Song (Her Evils)"
6. "Chapter Six"
7. "Ronald Reagan Era (His Evils)"
8. "Poe Mans Dreams (His Vice)"
9. "The Spiteful Chant"
10. "Chapter Ten"
11. "Keisha's Song (Her Pain)"
12. "Rigamortis"
13. "Kush & Corinthians (His Pain)"
14. "Blow My High (Members Only)"
15. "Ab-Soul's Outro"
16. "HiiiPoWeR"
 Der er for få eller ingen kildehenvisninger i denne artikel, hvilket er et problem. Du kan hjælpe ved at angive troværdige kilder til de påstande, som fremføres i artiklen.